# Societat Coral La Unió
La Societat La Unió és una associació coral que està establerta a Cornellà de Llobregat, la qual consta de dues part: una la coral i l'altra la instrumental. Aquesta societat és el resultat de la fusió de dues corals anterior al 1915, El Provenir i La Violeta. Es pot dir, que és una de les entitats que des del començament tenia la vocació i dedicació cap a l'afecció coral.

## Història
El Suro va ser la primera coral a Cornellà al 1853, la qual més tard es va convertir en El Iris. A causa de diverses dificultats, com per exemple, d'aspecte econòmic i la parada de les activitats va fer que Jaume Cases Pallerol refés l'agrupació coral amb el nom de El Porvenir. Més tard es va originar una nova massa coral amb el nom de La Violeta la qual era molt exitosa i, per tant, destacava en diferents certàmens. Per les dificultats que hi havia, van decidir fusionar els dos grups, El Porvenir i La Violeta, al 1915 donant lloc a la Societat Coral La Unió. A conseqüència de la unió, va créixer els participant de la coral, per tant, van haver de canviar de seu on van establir-se a l'Ateneu de Cornellà, el qual era una centre educatiu. Aquest nou espai també els proporcionava l'espai suficient per poder ampliar les seves activitats, encara que la principal era els recitals corals que eren dirigits per Antoni Castells.
A causa de la victòria franquista, les corals van desaparèixer tant des de la perspectiva social com de la cultural. No va ser fins després de la Guerra Civil i la postguerra, al 1949, que van començar les accions legals per poder reprendre totes les activitats corals que van abolir amb anterioritat. Va ser per la Festa Major de Cornellà, el juny de 1950, que van organitzar el primer concert després d'onze anys. A més a més, en aquest període van perdre tots els béns, com són el mobiliari i la seva seu, van llogar un local on hi havia una cantina anomenada Pati Blau. Al 1980, la coral de manera lenta es va anar dissolent a causa de problemes els quals eren adversos a ells, fins que al 1983 van tornar a crear el cor.

## Vestimenta
Els caramelles porten unes llargues canyes que a l'extrem hi havia un cistell. Aquests anaven decorats per flors i cintes de colors, amb les quals recollien els obsequis que els donaven els habitants de les cases on anaven a cantar. Avui dia, pel que fa a la roba, continuen portant aquestes típiques vestimentes, però el seu complement que s'explica anteriorment només la colla de l'Orfeó Catalònia encara les porta en les seves sortides.

## Cançons
Les cançons del repertori, antigament, eren de caràcter religiós. Amb els pas de temps, va passar a ser un costum profà. Quatre cançons eren populars típiques de les corals, segons Aureli Campany: dues que són conegudes com a Goigs de les Botifarres, una tercera titulada Goigs de les Noies i una quarta els Goigs de la Ditxosa. Normalment, les cançons tractaven de l'amor o l'humor, encara que també hi quedava alguna amb una temàtica més religiosa. Actualment, s'han apartat aquestes composicions més típiques per una diversitat de temes les quals componen expressament per a cada moment. Intenten que aquestes cançons tractin d'aspectes de l'actualitat i de la localitat.

## Actualitat
En l'actualitat, la Societat Coral La Unió centra les seves activitats en les següents activitats:
- Tallers Musicals: Escola de música.
- Tallers Musicals d'Estiu: Casal d'estiu.
- Xaranga Sarau: Formació musical de vent i percussió orientada a animar festes i cercaviles.
- CornellàBand: Formació musical amb repertori jazz, rock, swing, etc.